# فيو (تورينو)
فيو (بالإيطالية: Viù)‏ هي بلدية من ضمن بلديات مدينة تورينو الحضرية في منطقة بيمنتة، إيطاليا، وتقع على بعد حوالي 30 كيلومتر (19 ميل) شمال غرب تورينو.
وامتازت ساحة فيو المركزية بتمثال خشبي لبينوكيو الذي يبلغ ارتفاعه 6.53 مترًا ويزن حوالي 4000 كيلوغرام إلا أنه قد تمت إزالته الآن.

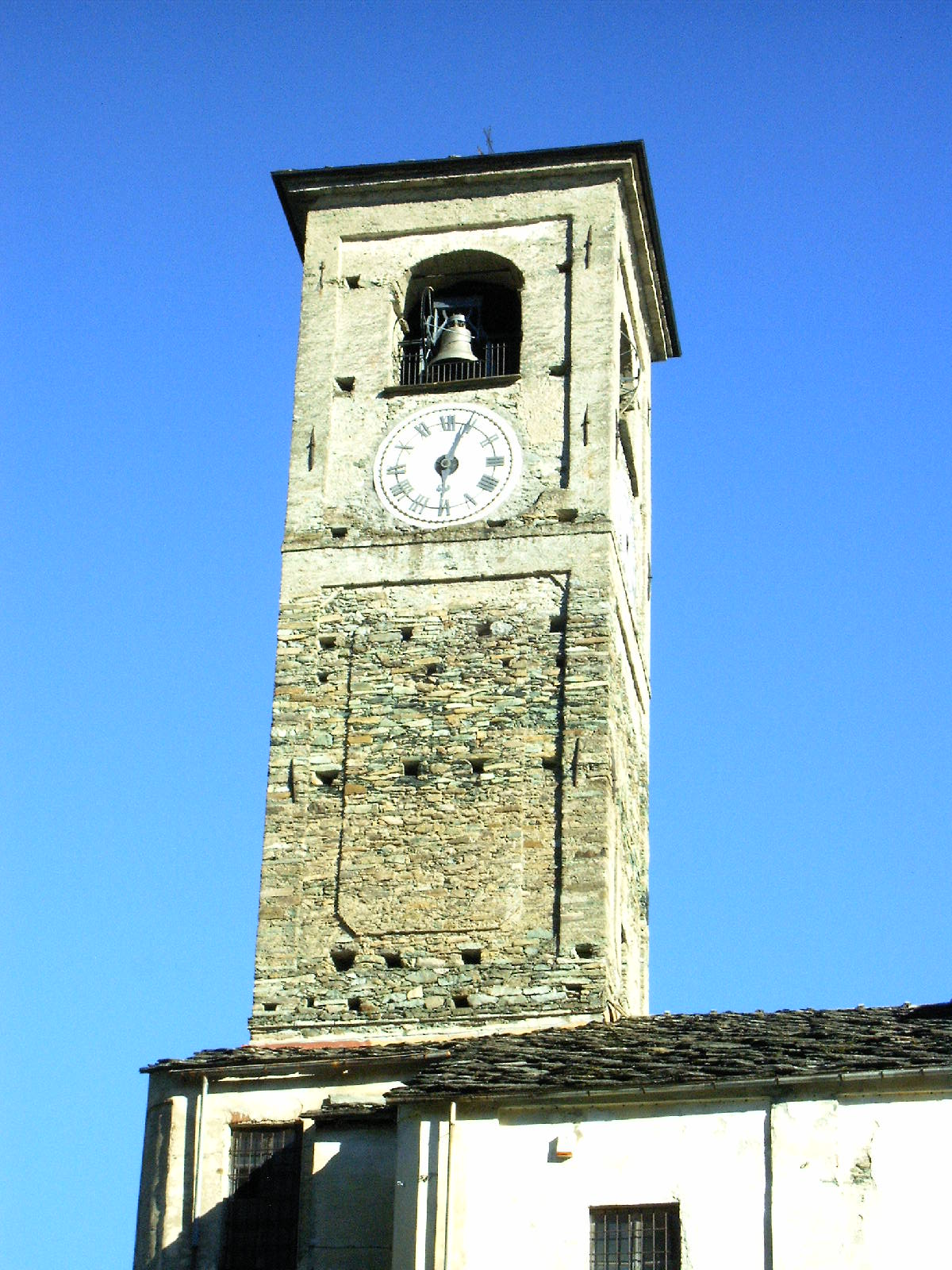
برج الجرس من كنيسة الرعية.

## المعالم السياحية
- تعد فيلا فرانشيتي من أجمل الفيلات التاريخية.[7] إذ بنيت في عام 1861 من قبل البارون ريموندو فرانشيتي على طراز السويسري. وأقام عدد من الشخصيات المرموقة في الفيلا منهم جاكومو بوتشيني الذي قد طُلب منه تأليف جزء من البوهيمي في الفيلا، وكذلك كلاً من أمير بيدمونت أومبرتو الثاني ووزير الرايخ الثالث الشهير هيرمان غورينغ في الفيلا.
- وعلى بعد مسافة 20 دقيقة من فيو هنالك جسر الشيطان الواقع على مقربة من قرية لانزو تورينيزي.

## روابط خارجية
- موقع Comune di Viù الرسمي